# Corona México 200
Das Corona México 200 war ein von NASCAR Mexico organisiertes Autorennen der NASCAR Nationwide Series, welches zwischen 2005 und 2008 auf dem Autódromo Hermanos Rodríguez in Mexiko-Stadt, Mexiko, stattfand.
Hintergrund für dieses Rennen in Mexiko war die Strategie seitens der NASCAR, den Tourenwagensport und die NASCAR sowie deren mexikanischen Rennserien im Besonderen in Mexiko populärer zu machen. Als es im Jahre 2005 erstmals ausgetragen wurde, war es das erste Punktrennen einer NASCAR Top-Division seit 1959, das nicht in den USA ausgetragen wurde. In den Jahren 1996 bis 1998 fuhr die NASCAR mehrere Rennen auf dem Suzuka International Racing Course und dem Twin Ring Motegi, allerdings waren diese keine Punktrennen, sondern dienten nur zu Werbe- und Testzwecken. Im Jahre 1999 fand für die NASCAR West Series, einer regionalen NASCAR-Division, ein Punktrennen auf dem Twin Ring Motegi statt.
Am 29. Juli 2008 gab die NASCAR bekannt, dass das angestrebte Ziel, der NASCAR in Mexiko zum Durchbruch zu verhelfen, erreicht sei und dementsprechend das Rennen ab der Saison 2009 nicht mehr im Terminkalender der Nationwide Series vertreten sein werde. An Stelle des Corona México 200 trat das U.S. Cellular 250 auf dem Iowa Speedway, welches in der Saison 2009 erstmals ausgetragen wurde.

## Rennen

### 2005: Telcel-Motorola 200 presented by Banamex
Im Jahre 2005 fand das Rennen erstmals statt. Viele mexikanische Rennfahrer nutzten die Gelegenheit, um sich in den USA einen guten Ruf zu erfahren. Einige dieser Fahrer waren Adrián Fernández, Mara Reyes (eine Frau), Carlos Contreras, Michel Jourdain jr. und Jorge Goeters, der das Rennen von der Pole-Position aus startete. Im Rennen führte Martin Truex junior für eine lange Zeit, kurzfristig befand sich auch Adrian Fernández in Führung, was die Zuschauer an der Strecke begeisterte. Martin Truex Jr. gewann letztendlich das Rennen.

### 2006: Telcel-Motorola Mexico 200 presented by Banamex
Im Jahre 2006 holte sich Denny Hamlin in Mexiko seinen allerersten Sieg in der Nationwide Series. Er machte sich jedoch nicht viele Freunde unter den Zuschauern, da er den Lokalhelden Michel Jourdain jr. mit einem Fahrfehler aus dem Rennen nahm. Hamlin selbst konnte ohne große Probleme weiterfahren.
Zweiter wurde Straßenkurs-Spezialist Boris Said, gefolgt von Kevin Harvick, J. J. Yeley und Paul Menard.

### 2007: Telcel-Motorola 200
Das Telcel-Motorola Mexico 200 presented by Banamex, welches am 4. März stattfand, war das dritte Rennen der Saison 2007. Es wurde mit nahezu genauso großer Spannung erwartet wie das erste Rennen in Mexiko im Jahre 2005, da es das erste Straßenkursrennen für Juan Pablo Montoya war, seitdem er in die NASCAR wechselte.
Der Kolumbianer Juan Pablo Montoya erfüllte die Erwartungen und gewann sein erstes NASCAR-Rennen auf einem Straßenkurs. Er ist der erste Fahrer südamerikanischer Herkunft, dem dies gelang. Allerdings fiel er unangenehm auf, weil er wenige Runden vor Schluss seinen Teamkollegen Scott Pruett (#41) mit einem aggressiven Fahrmanöver umdrehte und so die Führung erlangte.

### 2008: Corona México 200 presented by Banamex
Das Rennen des Jahres 2008 fand erst am 20. April und damit etwas später, als die Rennen der Vorjahre, statt. Scott Pruett und Kyle Busch dominierten das Rennen und letzterer war es auch, der als Sieger hervorging. Marcos Ambrose wurde Zweiter und erzielte damit sein bis dato beste NASCAR-Ergebnis, doch während des Rennens hatte er Boris Said mit einem Unfall aus dem Rennen geworfen, was seine Leistung in ein schlechteres Licht rücken lässt. Pruett beendete das Rennen auf Rang drei. Der von der Pole-Position gestartete Rookie Colin Braun beendete das Rennen mit drei Runden Rückstand auf dem 33. Platz.

## Sieger
- 2005:  Martin Truex junior
- 2006:  Denny Hamlin
- 2007:  Juan Pablo Montoya
- 2008:  Kyle Busch